# Simulcrypt
Il simulcrypt è uno dei due modi per rendere fruibili, con il medesimo apparecchio (set-top box, televisore, videoregistratore, ecc.), servizi radio e/o televisivi criptati con sistemi di accesso condizionato diversi. L'altro modo per ottenere il medesimo risultato è il multicrypt.

## Generalità
Il simulcrypt prevede che ogni servizio radio e/o televisivo venga criptato con più sistemi di accesso condizionato. In tal modo è sufficiente che l'apparecchio sia in grado di decriptare uno qualunque di tali sistemi di accesso condizionato per permettere all'utente la fruizione di tutti i servizi radio e/o televisivi criptati.
Il simulcrypt richiede un semplice accordo di licenza tra i fornitori dei sistemi di accesso condizionato e i fornitori dei servizi radiotelevisivi. "Semplice" nel senso che è la soluzione migliore per l'utente in quanto per poter fruire dei servizi radio e/o televisivi criptati è sufficiente che l'apparecchio di cui dispone sia in grado di decriptare uno qualunque dei sistemi di accesso condizionato utilizzati. Per i fornitori di servizi radio e/o televisivi rimane invece la scelta più onerosa in quanto necessitante l'acquisto dei diritti di utilizzo per più sistemi di accesso condizionato.  

## Simulcrypt in Italia
Il simulcrypt è stata la scelta operata in Italia dalle piattaforme digitali satellitari concorrenti D+ (in seguito rinominata TELE+ DIGITALE) e Stream TV. All'epoca infatti era stata imposta «la fruibilità delle diverse offerte di programmi digitali con accesso condizionato e la ricezione dei programmi radiotelevisivi digitali in chiaro mediante l'utilizzo di un unico apparato» attraverso la cosiddetta Legge sul decoder unico (Decreto Legge
30 gennaio 1999, n. 15 convertito con modificazioni nella Legge 29 marzo 1999, n. 78). Oggi tale legge non esiste più in quanto abrograta dall'art. 54 del Testo unico della radiotelevisione (Decreto Legislativo 31 luglio 2005, n. 177).
La legge sul decoder unico fu il risultato della mobilitazione delle associazioni di consumatori preoccupate della proliferazione di set-top box nelle case degli utenti interessati a sottoscrivere più offerte televisive criptate o decisi a cambiare offerta, e fu velocemente dimenticata dopo la fusione di Telepiù e Stream in SKY Italia. La piattaforma di SKY Italia, Sky, non è tuttavia ad oggi l'unica offerta a pagamento disponibile via satellite per il mercato italiano; esistono infatti varie altre offerte di operatori televisivi minori come ad esempio Conto TV. La maggior parte di esse offre però solo contenuti per un pubblico adulto. 
Nel 2009 ha visto la luce Tivùsat, piattaforma satellitare gratuita che vede riuniti tre dei maggiori operatori televisivi italiani. La programmazione di Tivùsat è di tipo free to view criptata in Nagravision, sistema di accesso condizionato diverso da quello utilizzato da Sky Italia che, per la propria piattaforma SKY, cripta i propri contenuti col sistema di accesso condizionato VideoGuard. 
Ad oggi, l'unico apparecchio televisivo in grado di decriptare con regolare licenza il VideoGuard di SKY e contemporaneamente alloggiare Moduli di Accesso Condizionato esterni (meglio conosciuti come CAM) per la fruizione di contenuti criptati con altri sistemi di accesso condizionato, è il set-top box XDOME HD-1000NC, disponibile in commercio dalla primavera 2009. Tuttavia, l'azienda produttrice del decoder è stata posta in liquidazione, ed il futuro dell'apparecchio è al momento incerto.